# Rachel Dratch
Rachel Dratch (ur. 22 lutego 1966, Lexington) – amerykańska aktorka i komik. W latach 1999–2006 członkini obsady Saturday Night Live. Pojawiła się w szeregu komedii z Adamem Sandlerem, w tym Klik: I robisz, co chcesz, Żona na niby, Spadaj, tato.

## Parodiowane osobistości w SNL
- Amy Ray
- Anne Robinson
- Arianna Huffington
- Barbara Bush
- Barbara Walters
- Brett Somers
- Britney Spears
- Calista Flockhart
- Cheb Mami
- Cynthia Nixon
- Denise Nickerson
- Diane Warren
- Drew Barrymore
- Elijah Wood
- Elizabeth Taylor
- Eva Longoria
- Harriet Miers
- Harry Potter
- Helena Bonham Carter
- Hilary Duff
- Hillary Clinton
- James Madison
- Jamie S. Gorelick
- Janeane Garofalo
- Jean Schmidt
- Jeannie C. Riley
- Jenny Jones
- Judith Nathan
- Julie Seitter
- Kelly Osbourne
- Kimberley Locke
- Lynndie England
- Martha Stewart
- Michael Gelman
- Monica Lewinsky
- Natalie Maines
- Nicole Richie
- Paula Jones
- Paula Poundstone
- Rita Rudner
- Sue Johanson
- Tara Reid
- Toni Basil
- Wendy Pepper
- Zelda Rubenstein